# Kliopka
Kliopka (rus: Клёпка) és un poble de l'óblast de Magadan, a Rússia, que el 2018 tenia 580 habitants.